# Óscar Clavell López
Óscar Clavell López (7 de setembre de 1978) és un polític valencià, ex-alcalde de la Vall d'Uixó i diputat al Congrés dels Diputats en la XI i XII legislatures.
És llicenciat en història per la Universitat de València. Militant del Partido Popular, a les eleccions municipals espanyoles de 2007 fou escollit regidor de la Vall d'Uixó i en les de 2011 fou elegit alcalde. El 2012 fou nomenat president de la secció local del partit. En 2014 fou imputat en un presumpte delicte de malversació per autoritzar el pagament de dotze factures per 706.789 euros a l'empresa Secopsa Medio Ambiente SL, adjudicatària del servei de neteja viària i transport de residus quan era regidor en 2010. A les eleccions municipals espanyoles de 2015 fou desplaçat de l'alcaldia però fou elegit diputat per Castelló a les eleccions generals espanyoles de 2015 i 2016.